# Carl Correns
Carl Correns (nacido como Carl Franz Joseph Erich Correns, Múnich, 19 de septiembre de 1864-Berlín, 14 de febrero de 1933) fue un biólogo, genetista y botánico alemán. Junto con Erich von Tschermak y Hugo de Vries, redescubrió las leyes de Gregor Mendel a comienzos del siglo XX.

## Biografía
Fue hijo del pintor Erich Correns. Huérfano de su madre Emilie, se crio con su tía en Suiza. En 1885 ingresó a la Universidad de Múnich, donde estudió botánica, química y física. El botánico Karl Wilhelm von Nägeli, que venía trabajando con las hipótesis del monje Gregor Mendel, se interesó por Correns. En 1892 se casó con la sobrina de Nägeli, Elisabeth Widmer, con quien tuvo tres hijos, entre ellos, el minerólogo Carl Wilhelm Correns (1893-1980) y el químico y político Erich Correns (1896-1981).
En 1892 comenzó sus estudios sobre las plantas, y al mismo tiempo fue designado jefe de trabajos prácticos en la Universidad de Tubinga. En 1900 publicó sus resultados, en función de las leyes de la herencia de Mendel. Hugo de Vries publicó el mismo año sus resultados, omitiendo cualquier referencia a la fuente del monje Gregor Mendel. Modesto, Correns se atribuyó el haber redescubierto las leyes de Mendel con el trabajo propio y el de sus colaboradores; y se indignó con la omisión de Vries de no mencionar a Mendel como el descubridor de las leyes de la herencia.
En 1913 fue designado primer director de la Sociedad Kaiser Wilhelm, de Dahlem. Falleció en 1933 y la mayor parte de sus trabajos fueron destruidos por los bombardeos aliados de 1945.
Descubrió los genes alelos con herencia intermedia al cruzar dos variedades de la planta dondiego de noche (Mirabilis jalapa), una homocigótica dominante (RR) con flores de color rojo y la otra homocigótica recesiva con flores de color blanco (rr).

## Obra
- G. Mendels Regel über das Verhalten der Nachkommenschaft der Rassenbastarde, Berichte der Deutschen Botanischen Gesellschaft 18 (1900), 158-168
- Über Levkojenbastarde – Zur Kenntnis der Grenzen der Mendelschen Regeln, Botanisches Centralblatt 84 (1900), 1-16 (caracterización inicial de ligamiento)
- Experimentelle Untersuchungen über die Entstehung der Arten auf botanischem Gebiet, Archiv für Rassen- und Gesellschafts-Biologie 1 (1904), 27-52
- Die Bestimmung und Vererbung des Geschlechtes, nach Versuchen mit höheren Pflanzen, Verhandlungen der Gesellschaft Deutscher Naturforscher und Ärzte 1907, 794-802
- Zur Kenntnis der Rolle von Kern und Plasma bei der Vererbung, Zeitschrift für induktive Abstammungs- und Vererbungslehre 1 (1909), 291-328
- Gesammelte Abhandlungen zur Vererbungswissenschaft aus periodischen Schriften 1899-1924, Berlín, Julius Springer 1924.

- La abreviatura «Correns» se emplea para indicar a Carl Correns como autoridad en la descripción y clasificación científica de los vegetales.[1]